# ホスホジエステラーゼ阻害薬
ホスホジエステラーゼ阻害薬（ホスホジエステラーゼそがいやく）とは、ホスホジエステラーゼ (PDE) を阻害することにより、cAMPあるいはcGMPの細胞内濃度を上昇させる薬である。結果的に細胞内カルシウム濃度を上げる。心不全の治療として、心筋収縮力を上げるのに用いられる。
ニトログリセリンは、ホスホジエステラーゼ阻害作用を有する勃起不全治療薬との併用は禁忌である(シルデナフィル#副作用)。

## 概要
PDE阻害剤は、肺動脈性高血圧症、冠動脈性心疾患、認知症、うつ病、喘息、COPD、原虫感染症（マラリアを含む）、統合失調症などの分野において、新たな治療薬としての可能性があることが確認されている。
また、PDEは、発作の発生にも重要である。例えば、PDEはアデノシンの抗てんかん活性を低下させた。また、ペンチレンテトラゾール誘発性発作にPDE阻害剤（ペントキシフィリン）を使用した場合、発作発生までの時間的遅延を増加させ、発作時間を減少させることで、抗てんかん効果を示すことがin vivoで示された。
シロスタゾール（プレタール）はPDE3を阻害する。この阻害により、赤血球はより折れ曲げることができるようになる。赤血球が、収縮した静脈や動脈をより容易に通過することができるため、間欠性跛行のような状態で有用である。
ジピリダモールはPDE-3およびPDE-5を阻害する。これは、cAMPおよび/またはcGMPの血小板内蓄積をもたらし、血小板凝集を阻害する。
ザプリナストは、in vitroで、無性血液段階にあるマラリア原虫（P. falciparum）の増殖を阻害、ED50値は35μMであり、P. falciparumのcGMP特異的ホスホジエステラーゼであるPfPDE1を阻害し、IC50値は3.8μMである。
カフェインやテオブロミンなどのキサンチン類は、cAMP-ホスホジエステラーゼ阻害剤である。しかし、ホスホジエステラーゼに対するキサンチン類の阻害効果は、ヒトが通常摂取する量よりも高い用量でしか認められない。
シルデナフィル、タダラフィル、バルデナフィルはPDE-5阻害剤であり、勃起不全の治療に広く使用されている。

## 主な医薬品(一般名)
- テオフィリン
- パパベリン
- カフェイン
- ロリプラム
- シルデナフィル
- バルデナフィル
- タダラフィル
- ミルリノン
- アムリノン
- オルプリノン
- シロスタゾール

## その他
医薬品ではないが、PDE阻害作用がある物質
- ビンポセチン(英)
- テオブロミン
- レスベラトロール
- イカリソウ